# 타이거 슈로프
타이거 슈로프(힌디어: टाइगर श्रॉफ, 영어: Tiger Shroff, 1990년 3월 2일 ~ )는 인도의 배우, 무예가이다. 배우 재키 슈로프와 프로듀서 아예샤 슈로프의 아들이다.
얼굴이 실베스터 스탤론과 닮아서 <람보:뉴 블러드>에서 고령인 실베스터 스탤론을 대신해서 존 람보 역할을 담당했다.

## 출연 작품
- 더 워리어: 돌아온 전사 (2018)
- 뮤나 마이클 (2017)
- 레블 (2016)
- 히어로판티 (2014)
- 람보:뉴블러드 (2026)